# Paraparaumu Beach Golf Club
De Paraparaumu Beach Golf Club is een golfclub in Nieuw-Zeeland die opgericht werd in 1949. De club beschikt over een 18-holes golfbaan en het bevindt zich in Paraparaumu, Wellington.
De golfbaan werd ontworpen door voormalig Australisch Open-winnaar Alex Russell en het is in 1949 officieel geopend.

## Toernooien
De lengte van de baan is bij de heren 6014 meter met een course rating van 137.
- New Zealand Open: 1959, 1966, 1972, 1984, 1988, 1989, 1991, 1992, 1993, 1996, 2000 & 2002[4]